# Wichmar
Wichmar là một đô thị thuộc huyện Saale-Holzland, trong bang Thüringen, Đức. Đô thị Wichmar có diện tích 5,38 km².